# 부르스트잘라트

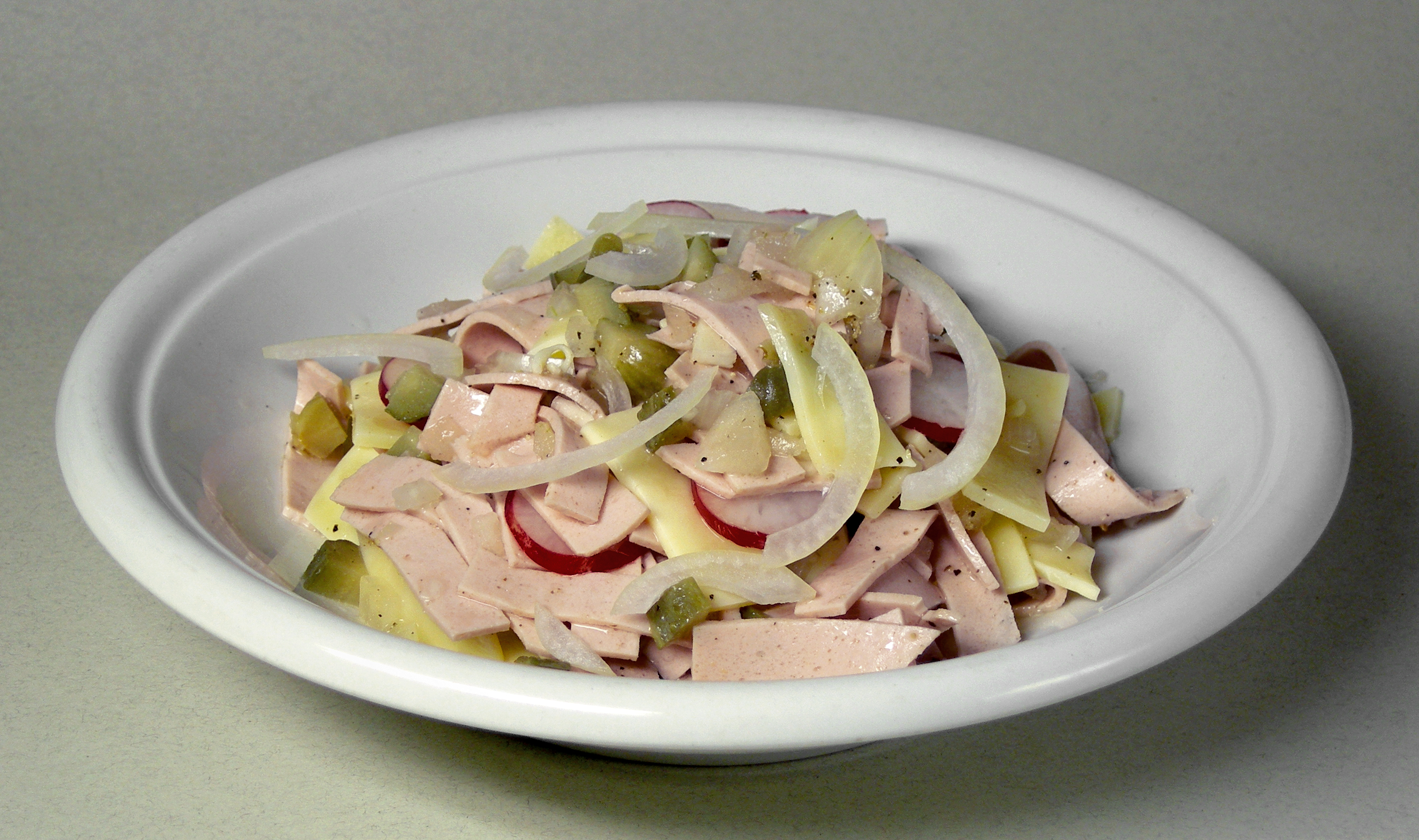
붜스트잘랏

붜스트잘랏(Wurstsalat)은 독일의 소시지 샐러드로, 소시지 종류가 다양한 만큼 그 종류와 조리법이 다양하다. 소시지와 양파, 치즈를 잘게 썰어 섞고 식초, 후추, 소금 등으로 간을 하는 것이 보편적이다.